# Arnaldo Ortelli
Arnaldo Ortelli, o Arnoldo (5 agosto 1913 – Lugano, 27 febbraio 1986), è stato un calciatore svizzero, di ruolo difensore.

## Palmarès

### Club

#### Competizioni nazionali
- Campionato svizzero: 2

Lugano: 1937-1938, 1940-1941